# Liste de ponts du Bhoutan
Cette liste de ponts du Bhoutan présente une liste de ponts remarquables du Bhoutan, tant par leurs dimensions, que par leur intérêt architectural ou historique. 

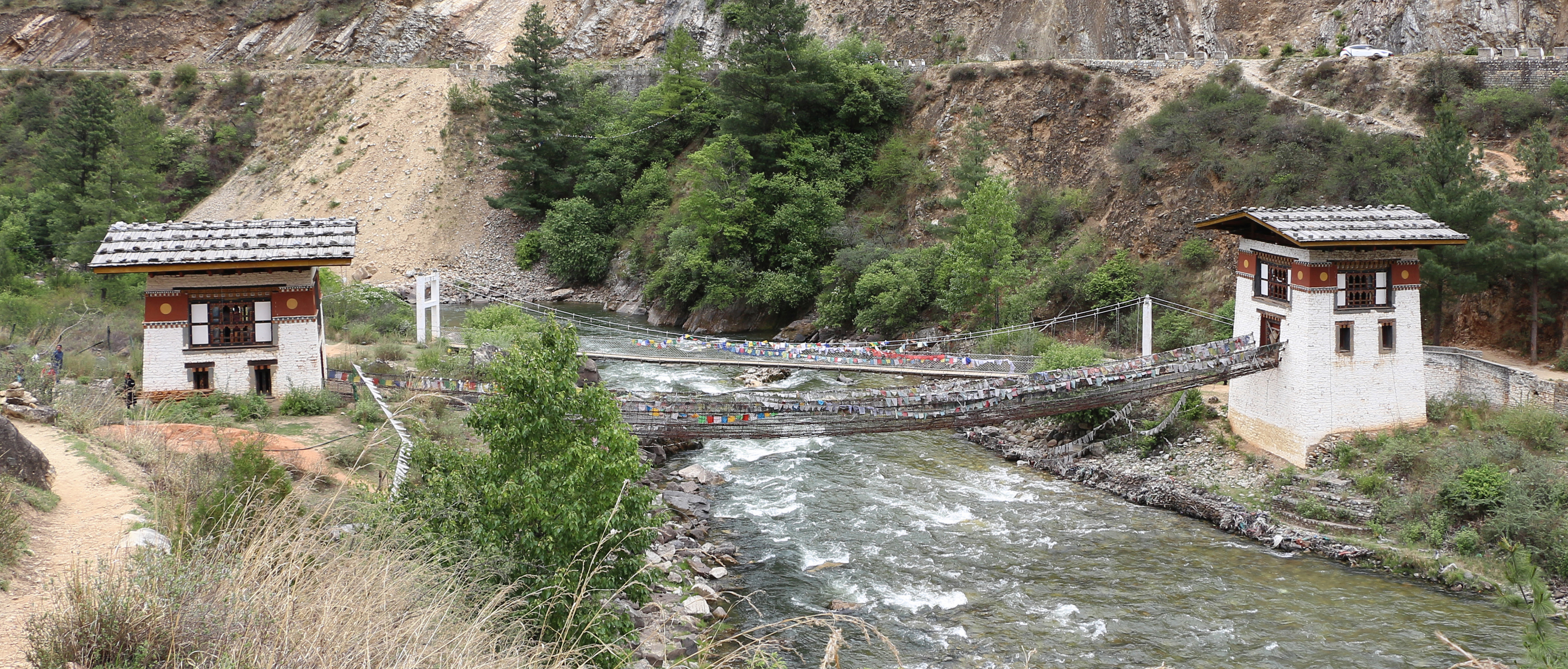
Deux ponts suspendus sur la Paro Chhu, un traditionnel avec tours en maçonnerie et un moderne.

Elle est présentée sous forme de tableaux récapitulant les caractéristiques des différents ouvrages, et peut être triée selon les diverses entrées pour voir un type de pont particulier ou les ouvrages les plus récents par exemple. La seconde colonne donne la classification de l'ouvrage, les colonnes Portée et Long. (longueur) sont exprimées en mètres. Date indique la date de mise en service du pont.

## Ponts présentant un intérêt historique ou architectural
|                            |   | Nom                                            | Dzongkha | Distinction                     | Long. | Type                                                                              | Voie portée Voie franchie | Date          | Localisation                                      | Province         | Ref.  |
| -------------------------- | - | ---------------------------------------------- | -------- | ------------------------------- | ----- | --------------------------------------------------------------------------------- | ------------------------- | ------------- | ------------------------------------------------- | ---------------- | ----- |
|                            | 1 | Tamchog Chakzam reconstruit en 2005            |          | Construit par Thang Tong Gyalpo |       | Suspendu À chaînes                                                                | Passerelle Paro Chhu      | 1433          | Tamchog Lhakhang 27° 19′ 46,7″ N, 89° 30′ 16,8″ E | Paro             | [ 1 ] |
| Pont cantilever de Punakha | 2 | Pont cantilever de Punakha reconstruit en 2008 |          | Dzong de Punakha                | 73    | Pont couvert Poutres cantilever en bois, 2 tours en maçonnerie Portée : 55 mètres | Pont piétonnier Mo Chhu   | 1637          | Punakha 27° 35′ 01,1″ N, 89° 51′ 41″ E            | Punakha          | ,     |
|                            | 3 | Nemi Zam                                       |          | Dzong Rinpung à Paro            |       | Pont couvert Poutres cantilever en bois, 2 tours en maçonnerie                    | Pont piétonnier Paro Chhu | XVIIIe siècle | Paro 27° 25′ 29,1″ N, 89° 25′ 18,7″ E             | Paro             |       |
|                            | 4 | Wangdue Zam détruit en 1968                    |          |                                 |       | Pont couvert Poutres cantilever en bois, tours en maçonnerie Portée : 55 mètres   | Pont piétonnier           | XVIIIe siècle |                                                   | Wangdue Phodrang |       |
|                            | 5 | Pont couvert de Dotanang                       |          |                                 | 46    | Pont couvert Poutres cantilever en bois, 2 tours en maçonnerie                    | Pont piétonnier Wang Chhu | XIXe siècle   | Dotanang 27° 35′ 37,2″ N, 89° 51′ 41″ E           | Thimphou         |       |
|                            | 6 | Kuendeyling Bazaam                             |          |                                 |       | Pont couvert Poutres cantilever en bois, 2 tours en maçonnerie                    | Pont piétonnier Wang Chhu |               | Thimphou 27° 28′ 30,6″ N, 89° 38′ 32,3″ E         | Thimphou         |       |
|                            | 7 | Pont (Thimphou)                                |          |                                 |       | Pont couvert Poutres cantilever en bois, 2 tours en maçonnerie                    | Pont piétonnier Wang Chhu |               | Thimphou 27° 27′ 22,6″ N, 89° 38′ 56,3″ E         | Thimphou         |       |
|                            | 8 | Pont suspendu de Punakha                       |          |                                 |       | Suspendu Acier                                                                    | Passerelle Pho Chhu       |               | Punakha 27° 35′ 20,4″ N, 89° 52′ 11,8″ E          | Punakha          |       |